# Miniaturmodell

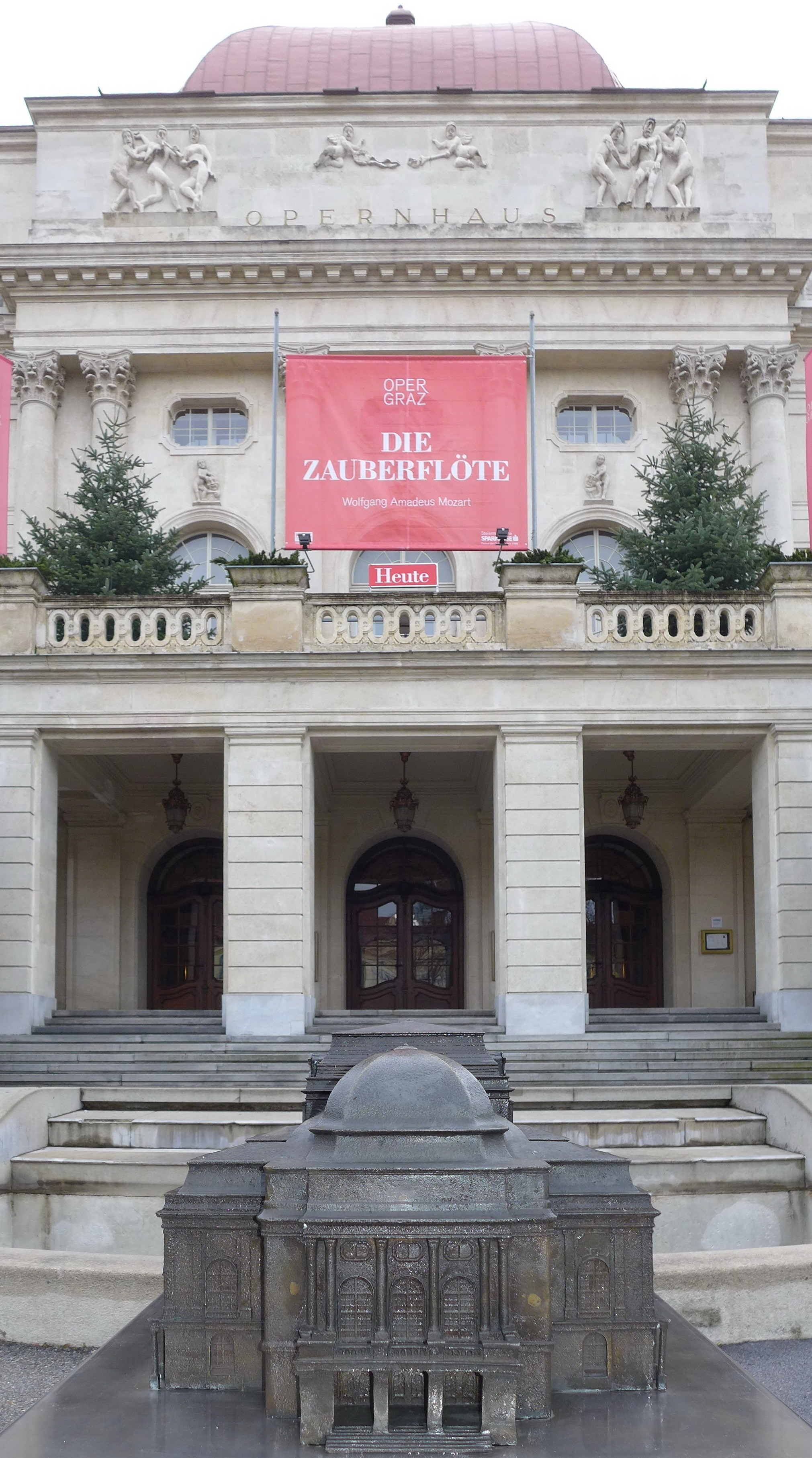
Beispiel eines Miniaturmodells: Die Grazer Opern-Miniatur vor dem Grazer Opernhaus

Beispiel eines historischen Miniaturmodells: Die Russisch-Orthodoxe Kirche in Wiesbaden aus 925er Silber (23 cm hoch) als Andenkenobjekt aus der Zeit um 1900

Ein Miniaturmodell ist eine Nachbildung eines reellen Objekts, bzw. der Realität angelehnten Objekts in verkleinertem Maßstab.
Der Maßstab wird in Verhältnissen (z. B. 1:1000) oder in mm (z. B. 25 mm) angegeben. Die Millimeterangaben beziehen sich dann auf den Abstand Fuß – Auge eines durchschnittlichen menschlichen Modells.
Oftmals finden Miniaturen im Freizeitbereich Einsatz: Beispiele sind Puppenstuben, Modelleisenbahnen mit einer entsprechenden Modelllandschaft, Dioramen als Schaugegenstände oder Tabletops als komplexe Variante des Brettspiels. Vertreter letzterer Variante ist auch das Nachspielen historischer Schlachten. Bedingt durch die beiden Weltkriege ist diese Form zunächst aus der Mode geraten. Über das Fantasy-Genre ist die Beliebtheit von Miniaturenspielen aber erneut gewachsen.
Miniaturmodelle markanter Bauwerke werden in touristisch vielbesuchten Städten als Souvenir verkauft, z. B. der Eiffelturm, das Brandenburger Tor oder der Kölner Dom.
Miniaturen werden oft gegossen. Durchgesetzt haben sich dabei Zinn, Bronze bzw. bestimmte Zinnlegierungen, Kunststoff oder auch Blei.
Im islamischen Kulturkreis verbreitet ist der Miniaturkoran.